# David Lapham
Pour les articles homonymes, voir Lapham.
Compléments
Stray Bullets
Harbinger (comics)
David Lapham (né en 1970 à New Jersey, prononcé [læpəm]) est un dessinateur et auteur de comics américain.

## Biographie
David Lapham naît en 1970 à New Jersey. Il lit très tôt des comics mais c'est sa découverte du Daredevil de Frank Miller qui va l'inciter à poursuivre une carrière de dessinateur. En 1990, il démissionne de son emploi dans la publicité et commence à démarcher les maisons d'éditions de comics. Il est engagé par Valiant Comics où il dessine de nombreuses séries (Shadowman, Rai, Magnus l'anti robot, Harbinger : The Beginning, H.A.R.D. Corps). En 1993, il travaille pour DC Comics avant de rejoindre Defiant Comics pour Warriors of Plasm. En 1995, il décide de d'auto-éditer et commence sa série policière Stray Bullets qui compte huit volumes. Cette série lui vaut un prix Eisner en 1996. Plus récemment, il a recommencé à travailler pour d'autres éditeurs, DC Comics (Batman : City of Crime,Tales of the Unexpected, Infinite Crisis, Spectre, Young Liars, Silverfish),  Marvel Comics (Daredevil, Daredevil Vs. Punisher, Wolverine: Blood & Sorrow en 2006 et Wolverine: The Amazing Immortal Man and Other Bloody Tales en 2008, Spider-Man: With Great Power... #1-5 et Terror Inc. #1-5 en 2008,  Top Cow (The Darkness) ou Avatar (Crossed : Valeur Familiales) tout en continuant de produire de nouveaux volumes de sa création.

## Prix et récompenses
- 1996 : prix Eisner du meilleur auteur réaliste pour Stray Bullets
- 1997 : prix Eisner du meilleur recueil pour Stray Bullets : Innocence of Nihilism